# Puding
A puding jobbára édesség, bár sós, húsos, tésztás változatai is léteznek világszerte. Édességként olyan ételt jelöl, amely kocsonyás, szivacsos vagy krémszerű állagú, tejből vagy gyümölcsléből készül valamilyen sűrítő anyag (keményítő, liszt, rizs, tápióka, kenyér, tojás stb.) felhasználásával. Készülhet főzve, gőzön és sütéssel is. Magyarországon korábban a liszt, tojás, tej, gyümölcsök, csoki vagy vanília keverékéből főzött puding volt a legelterjedtebb, ma már az előre gyártott dobozos verziók is népszerűek, akárcsak a világ más országaiban.

## Etimológia

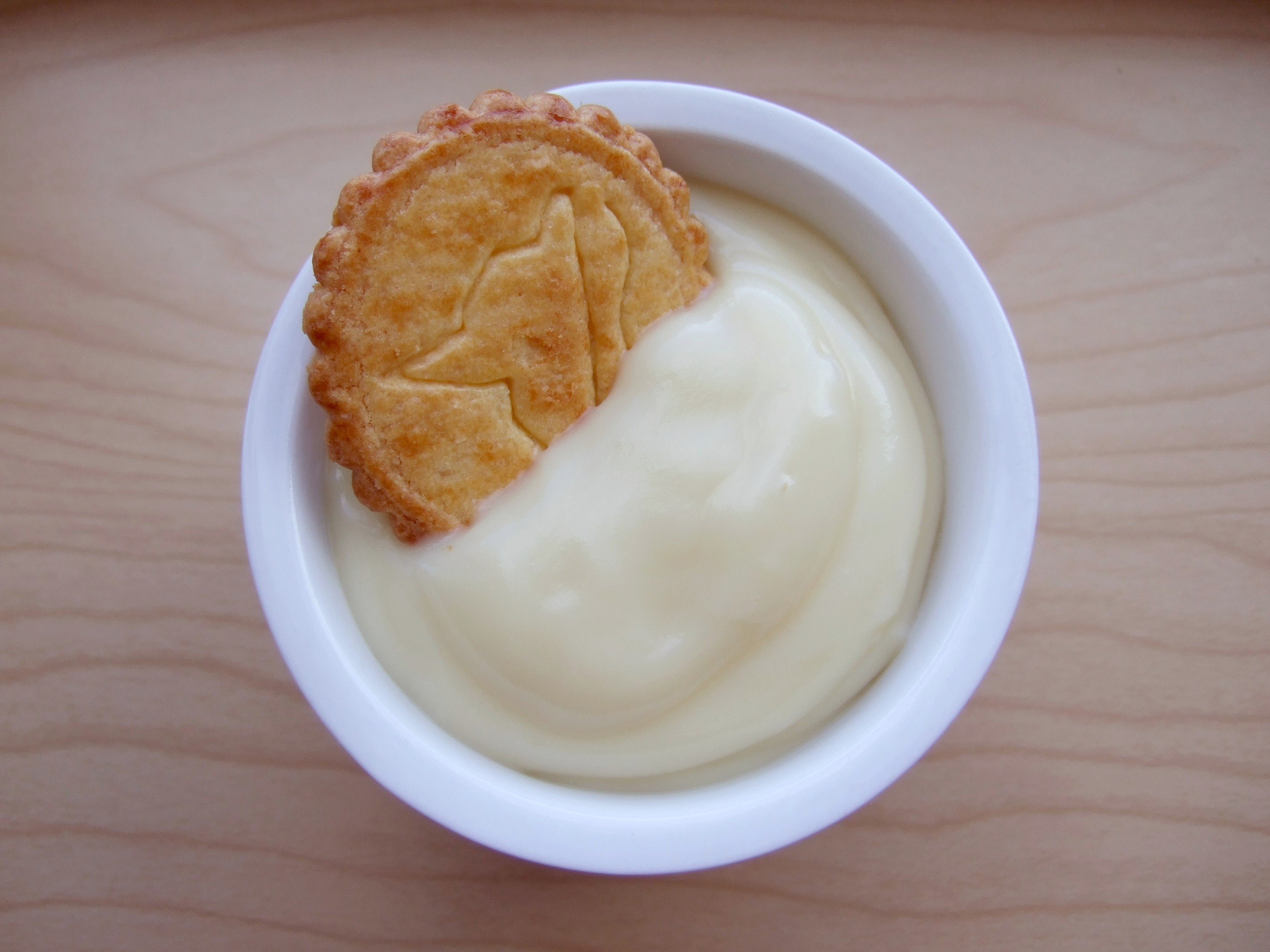
A vanília puding nélkülözhetetlen alapíz

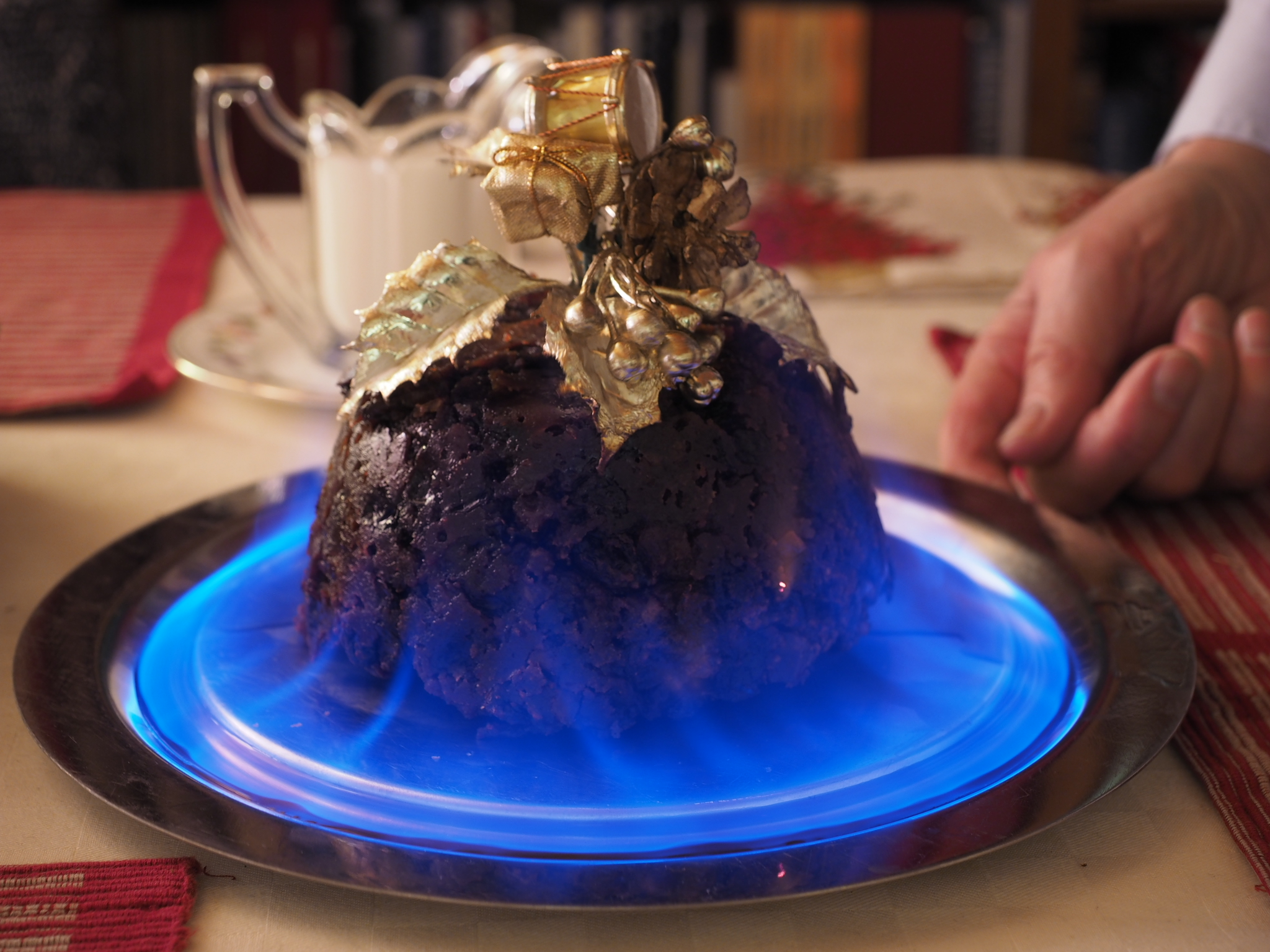
Karácsonyi puding, hagyományos angol karácsonyi desszert, amire tálaláskor lángoló brandyvel ízesített vaj vagy vaníliaöntet kerül

A magyar nyelvbe az angol pudding szó alapján került, melynek eredete vitatott. Az egyik elmélet szerint a szó a német *pud-, „megdagad” igetőre vezethető vissza, egy másik elmélet szerint viszont a francia boudin, „kolbász” szóra, ami a latin botellus-ból származik.

## Fajtái
A tej alapú édes pudingok leggyakoribb összetevője a tej és a cukor, amihez valamilyen zselésítőanyagot kevernek. A házi pudingnak a tojás is képes kellő állagot biztosítani. A ritkább sós fajták jobbára sűrített zöldségpüréből készülnek, de húsból, belső szervekből készültek is ismeretesek. Olyan változatai is léteznek, ahol a tésztába töltik a pudingot. Angol nyelvterületen pudding-nak nevezik a hurkához hasonló, bélbe töltött keveréket is. Pudingként tartják számon a Yorkshire puddingot, amely lisztből és tojásból készült massza, amit kisütnek. Híres brit karácsonyi desszert a karácsonyi puding. Nagy-Britanniában a pudding szót minden, étkezés végén felszolgált édességre használják.
Észak-Amerikában a főzött, édes pudingok terjedtek el.

## Pudingporok
Az első  tejből, cukorból és kukoricakeményítőből készült pudingport 1847-ben Alfred Bird állította elő, amikor a tojásokat kukoricakeményítővel helyettesítette.   My*T*Fine néven 1918-ban jelent meg az első pudingpor az Egyesült Államokban, amelyet főzni kellett. Az első instant, tehát főzést nem igénylő pudingporok az 1950-es évek elején jelentek meg.

## A szépirodalomban
Dániel Anna Hiányzik Szecső című 1973-as regényében az Angyal becenevű gimnáziumi diák szülei Kanadába disszidáltak, és onnan Istenek eledele márkájú banánízű pudingport küldenek a fiuknak.